# Risoul
Risoul település Franciaországban, Hautes-Alpes megyében. Lakosainak száma 663 fő (2022. január 1.). Risoul Guillestre, Saint-André-d’Embrun, Saint-Clément-sur-Durance és Vars községekkel határos.

## Népesség
A település népessége az elmúlt években az alábbi módon változott:
| Lakosok száma | 289  | 447  | 526  | 643  | 676  | 638  | 644  | 655  | 658  | 663  |
|               | 1968 | 1982 | 1990 | 2006 | 2013 | 2015 | 2017 | 2019 | 2020 | 2022 |